# Гана Ґай
Гана Ґай (англ. Hana Guy; нар. 8 червня 1969) — колишня новозеландська тенісистка.
Найвищу одиночну позицію світового рейтингу — 214 місце досягла 25 березня 1991, парну — 239 місце — 11 квітня 1988 року.
Здобула 1 одиночний та 2 парні титули туру ITF.
Завершила кар'єру 1993 року.

## Фінали ITF

### Одиночний розряд (1–0)
| Легенда         |
| --------------- |
| Турніри $25,000 |
| Турніри $10,000 |

| Результат | Ранг | Дата              | Турнір              | Покриття | Суперниця   | Рахунок  |
| --------- | ---- | ----------------- | ------------------- | -------- | ----------- | -------- |
| Перемога  | 1.   | 13 листопада 1989 | Аделаїда, Австралія | Тверде   | Ліса О'Нілл | 6–3, 6–3 |

### Парний розряд (2–1)
| Результат | Ранг | Дата           | Турнір                 | Покриття | Партнерка         | Суперниці                             | Рахунок       |
| --------- | ---- | -------------- | ---------------------- | -------- | ----------------- | ------------------------------------- | ------------- |
| Перемога  | 1.   | 8 червня 1987  | Карпі, Італія          | Ґрунт    | Кейт Макдоналд    | Нора Байчикова Петра Лангрова         | 6–7, 7–5, 7–5 |
| Поразка   | 2.   | 15 червня 1987 | Салерно, Італія        | Ґрунт    | Кейт Макдоналд    | Вероніка Мартінек Даніела Мойсе       | 6–7, 2–6      |
| Перемога  | 3.   | 2 вересня 1991 | Бад-Наугайм, Німеччина | Ґрунт    | Ева-Марія Шюргофф | Катажина Теодорович Агата Верблінська | 7–6, 6–2      |